# گاستریت اتروفیک

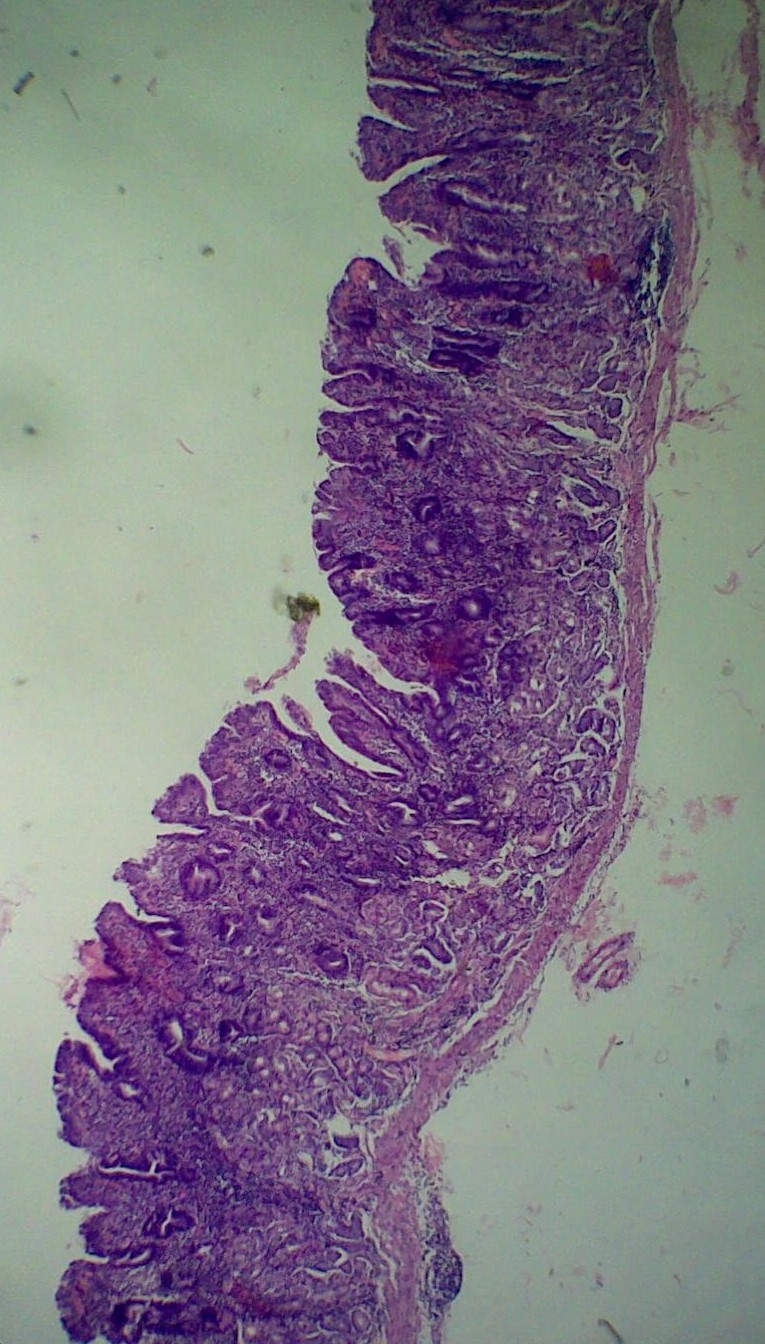
Atrophic gastritis. Low zoom.

گاستریت اتروفیک یکی از بیماری‌های دستگاه گوارشی است. در این بیماری به دنبال التهاب مزمن سلول های جداری و اصلی معده کاهش مییابد و جای آن را بافت فیبرو و روده‌ای گرفته است. شیره معده فعالیت اسیدی و پپسینی ندارد یا این فعالیت بسیار کم است.
سلولهای جداری در انسان محل ساخت فاکتور داخلی است.فاکتور داخلی گلیکوپروتئینی است که محکم به ویتامین ب۱۲ متصل میشود. دو تیپ A و B  دارد.
علت آن عفونت دراز مدت با هلیکوباکتر پیلوری یا اتوایمیون است. نوع اتوایمیون آن ممکن است با کارسینوما یا تیروئیدیت هاشیموتو همراه باشد.